# Pablo Salazar
Pablo Salazar Sánchez (San José, 21 novembre 1982) è un ex calciatore costaricano, di ruolo difensore.

## Carriera

### Nazionale
Esordisce con la Costa Rica il 9 novembre 2005, contro la Francia.
Gioca con la selezione olimpica le olimpiadi di Atene 2004.